# Fortaleza de Przemyśl

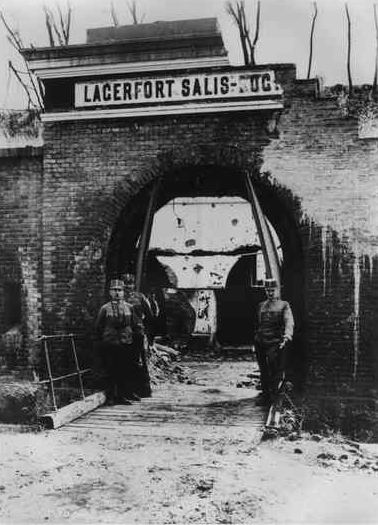
A entrada do Forte I "Salis Soglio", em 1915.

A Fortaleza de Przemyśl (em polonês/polaco:  Twierdza Przemyśl) foi uma série de fortificações localizadas na cidade de Przemyśl, no antigo território do Império Austro-Húngaro, construído em 1854. Era composto por uma série de trincheiras, muralhas e pequenos fortes se interconectando. Seu primeiro combate significativo ocorreu durante a Primeira Guerra Mundial, quando tropas do exército do Império Russo atacaram o sudeste da Polônia (na época em mãos da Áustria). A batalha pela fortaleza durou oito meses (setembro de 1914-março de 1915) e deixou mais 200 mil pessoas mortas ou feridas. Os russos tomaram a região, mas foram expulsos pelos alemães alguns meses depois. Devido aos extensos danos sofridos, a fortaleza perdeu sua importância militar e foi abandonada logo depois. Atualmente é um importante centro turístico da cidade de Przemyśl.

## Imagens

O layout da fortaleza
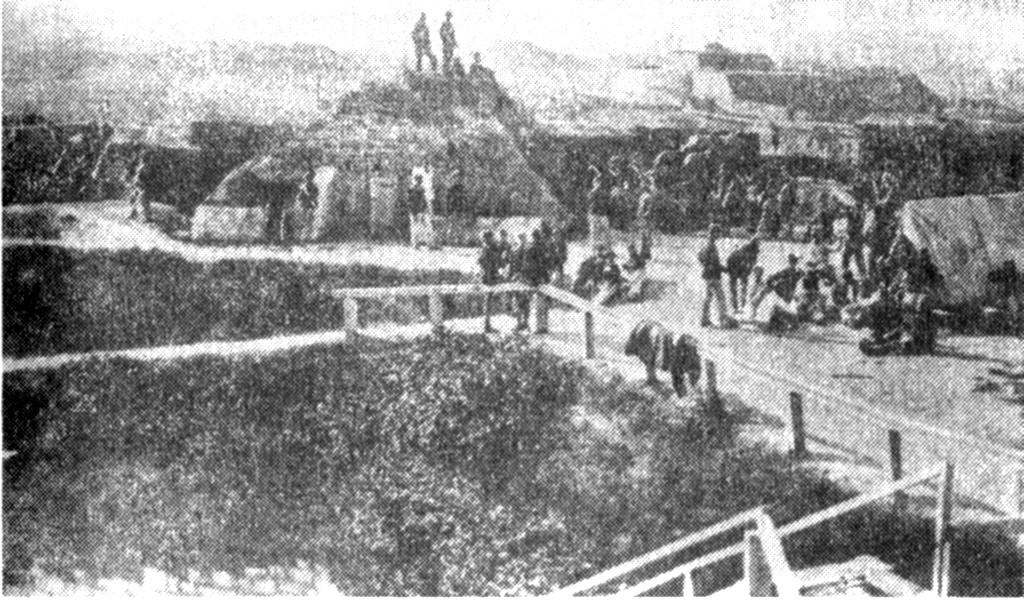
O Forte em 1863
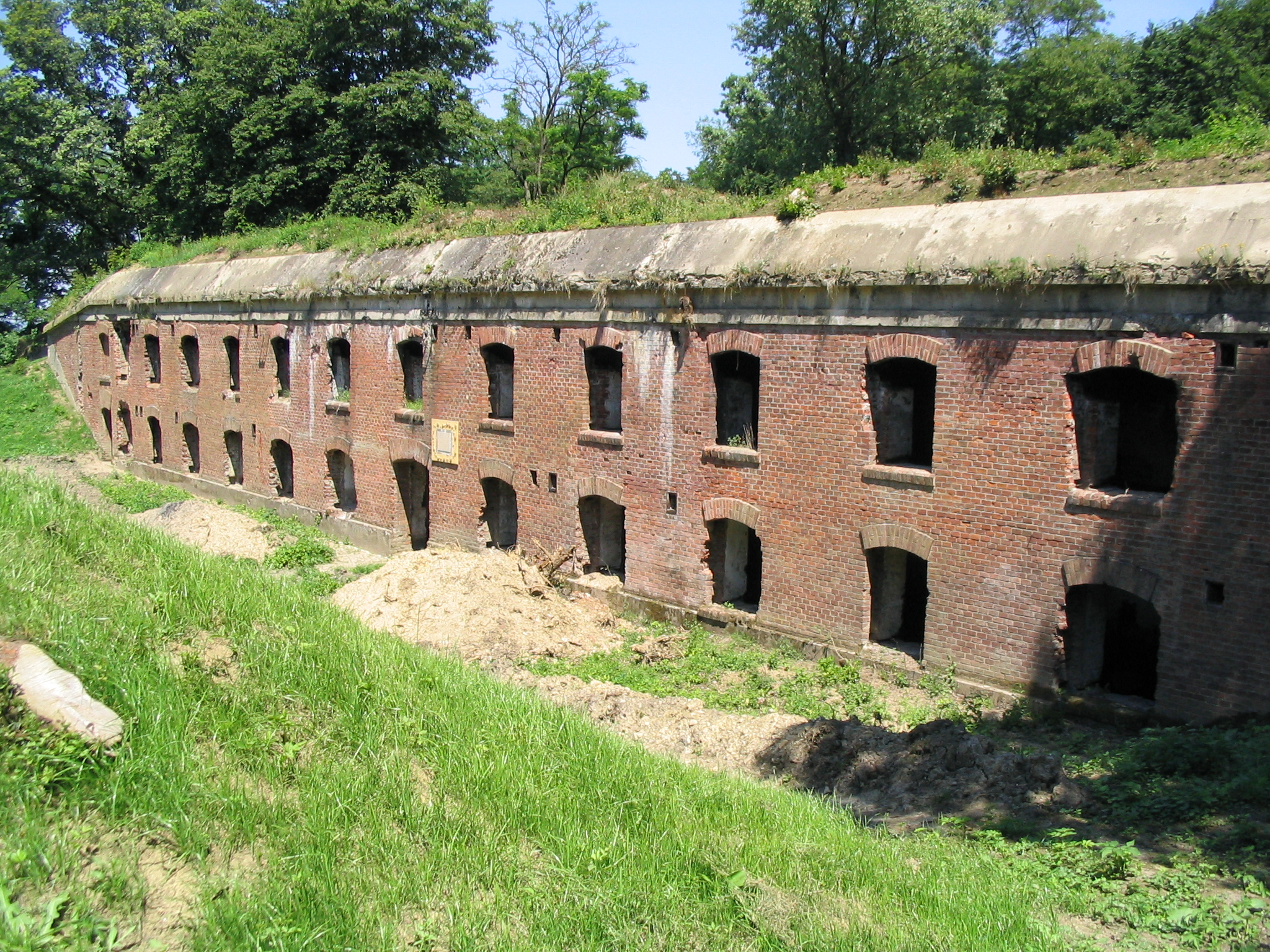
Os guartéis no estado que estão nos dias atuais
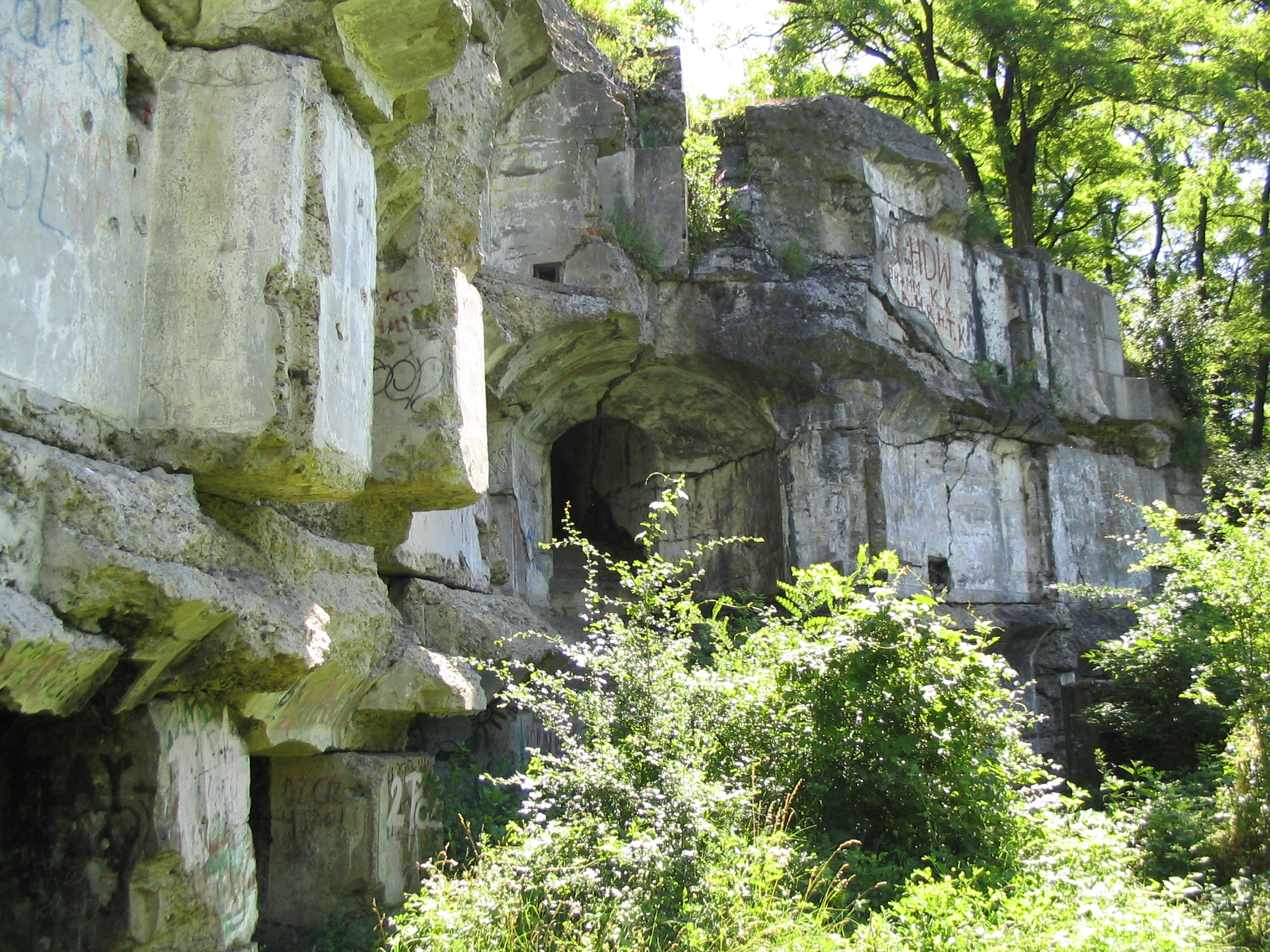
Muralhas da fortificação
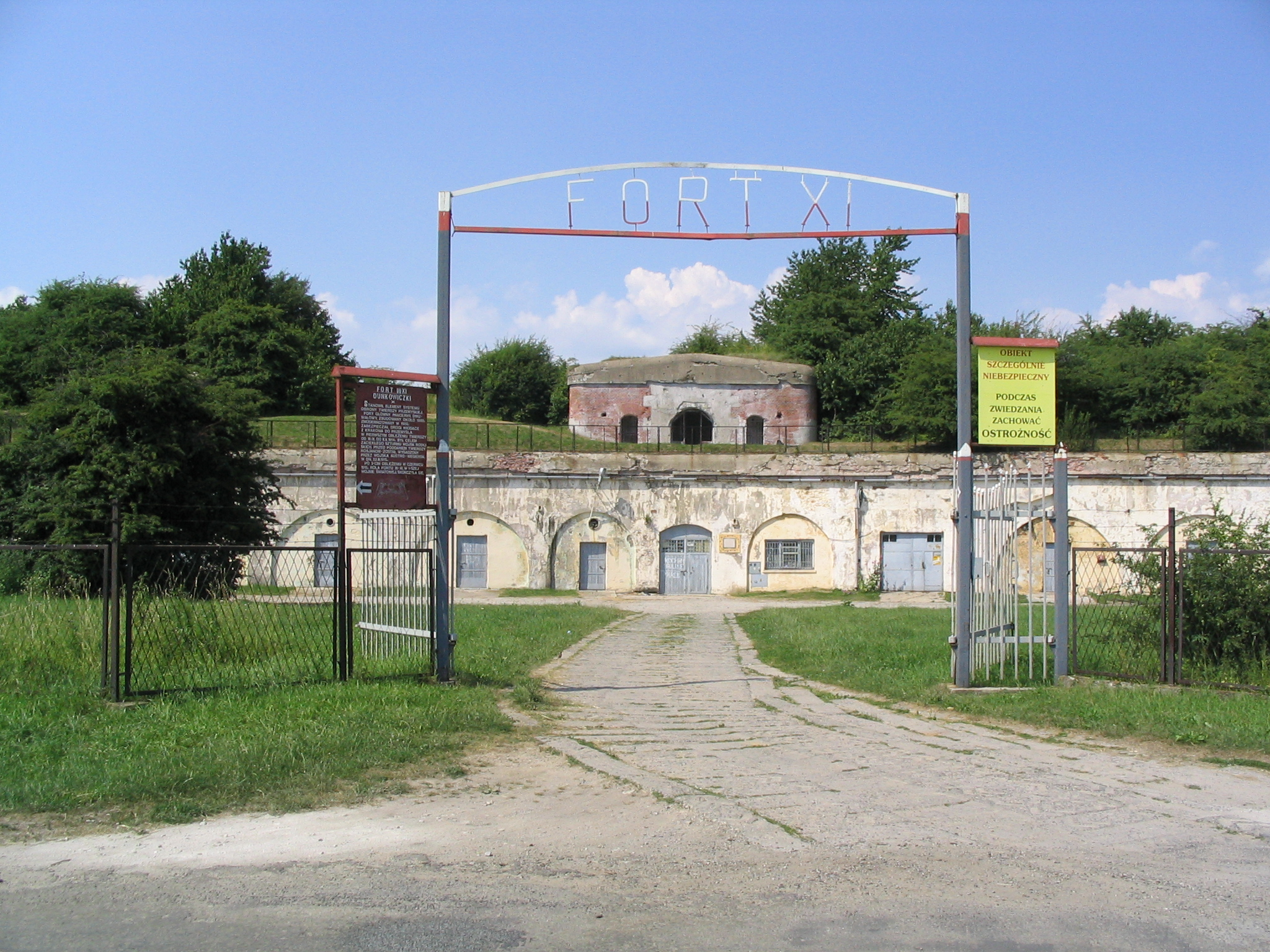
A entrada de uma das fortificações
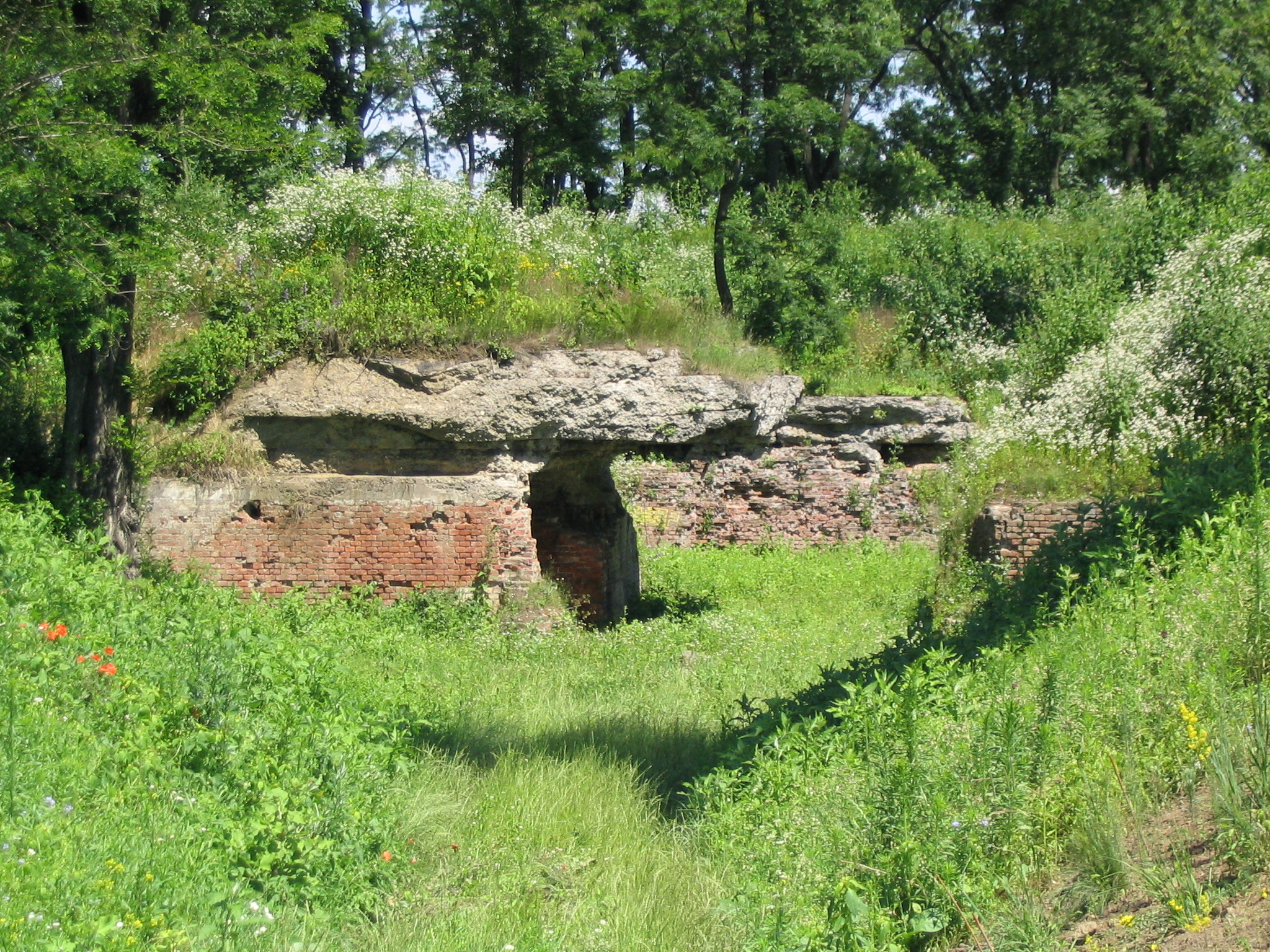
Um bunker nas cercanias do forte
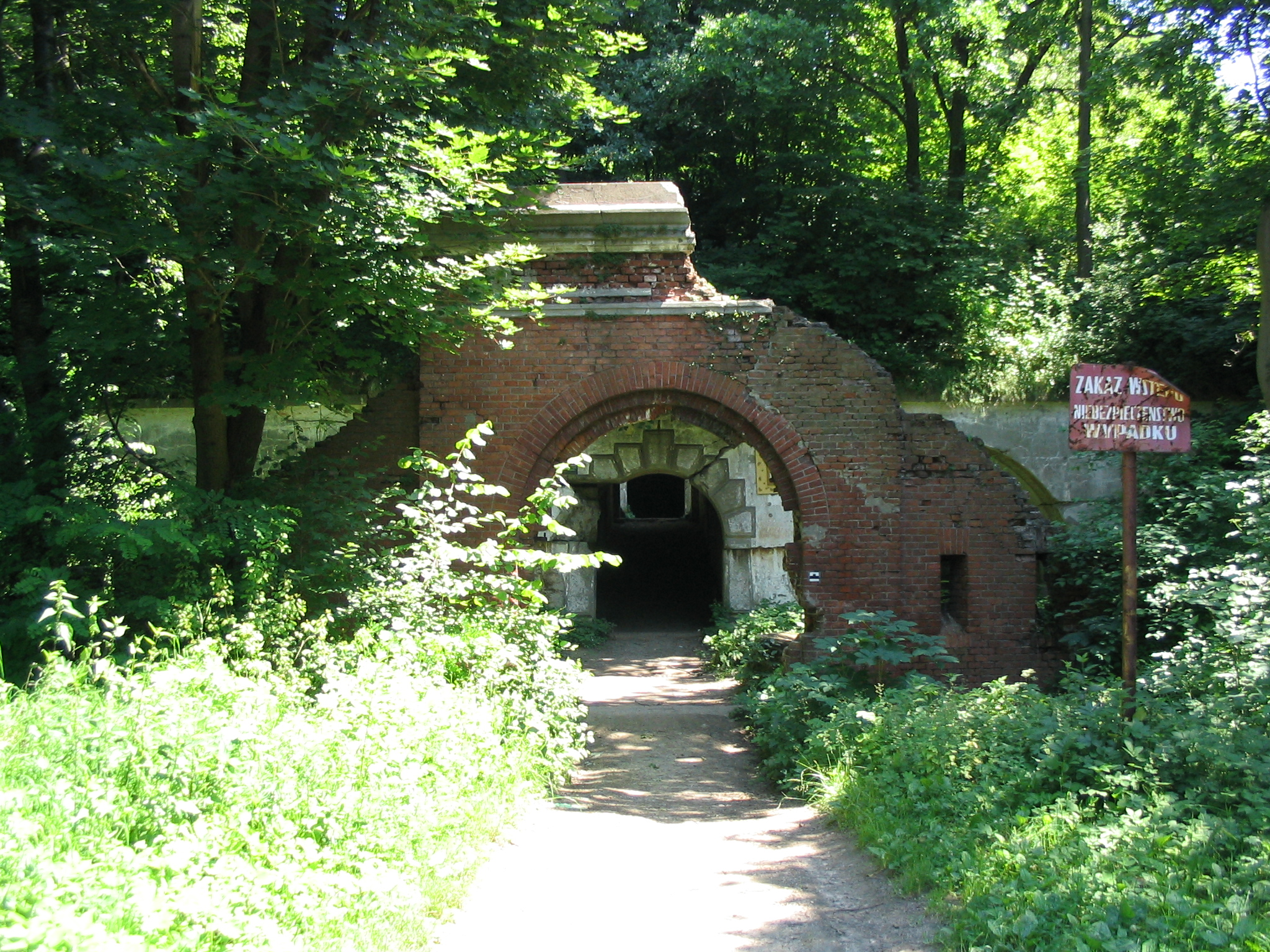
Uma das entradas da fortaleza
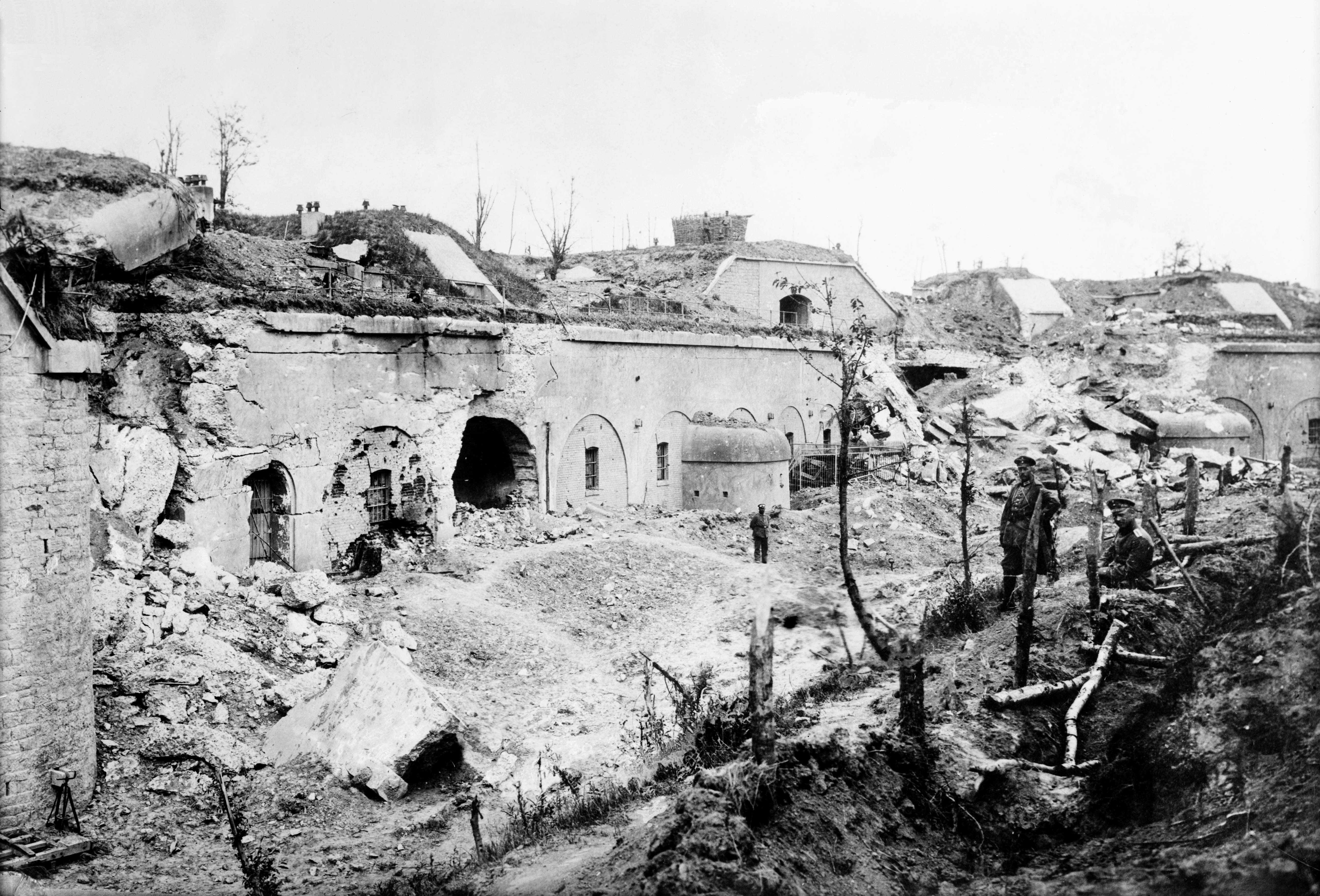
O interior do forte em 1915